# Micspam
Micspam is het gebruiken van een microfoon om andere spelers te irriteren bij online videospellen.
Soms wordt het gedaan met de stem of door de microfoon bij een speaker te houden, maar vaak wordt daar software voor gebruikt.
Vanwege de popularisatie door vele YouTube-filmpjes komt het steeds meer voor en het leidt al snel tot kicken of zelfs bannen.